# Erg Chigaga

Erg Chegaga

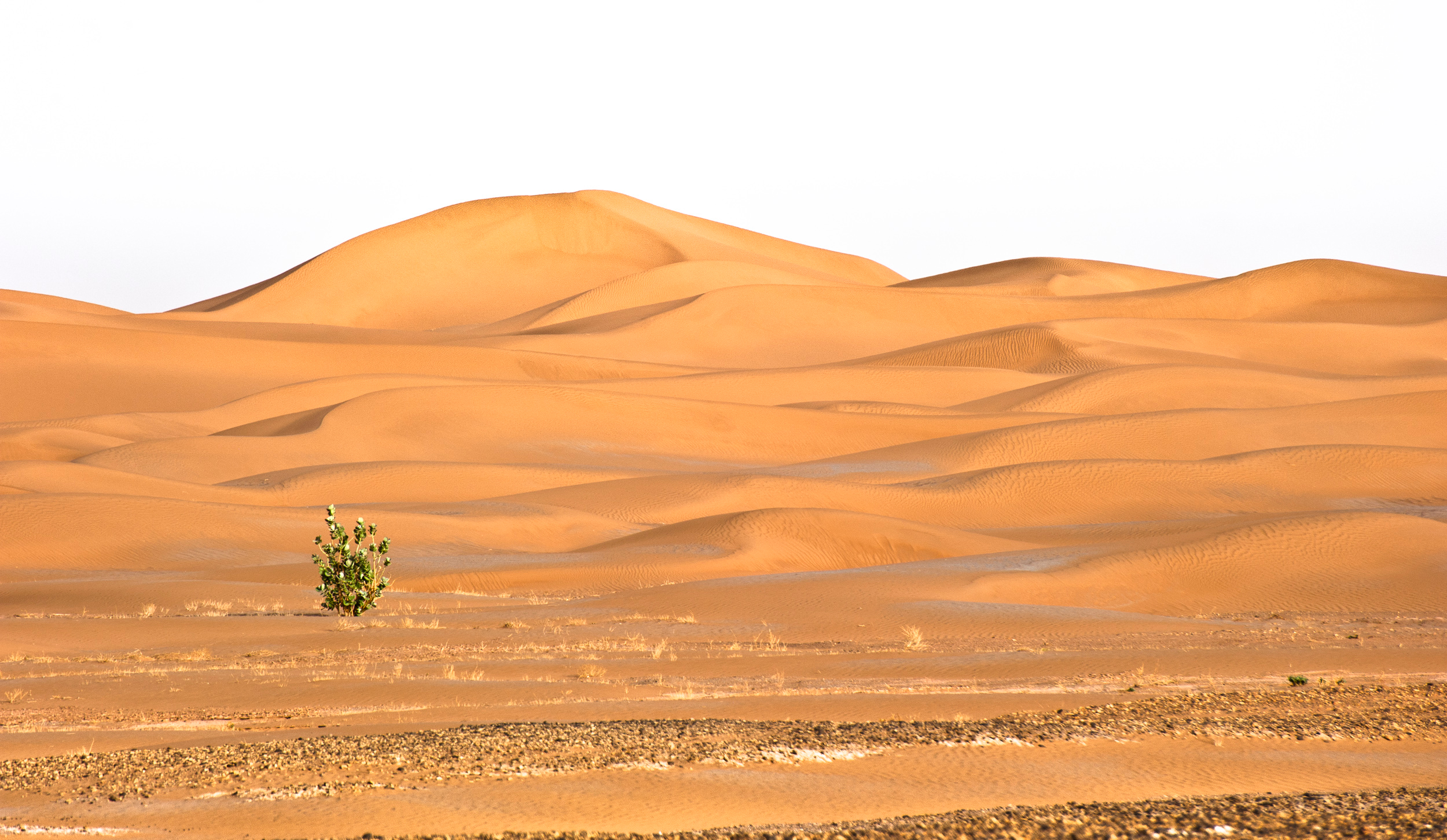
Erg Chagaga, riprese fatte dopo una tempesta nel deserto, agosto 2018

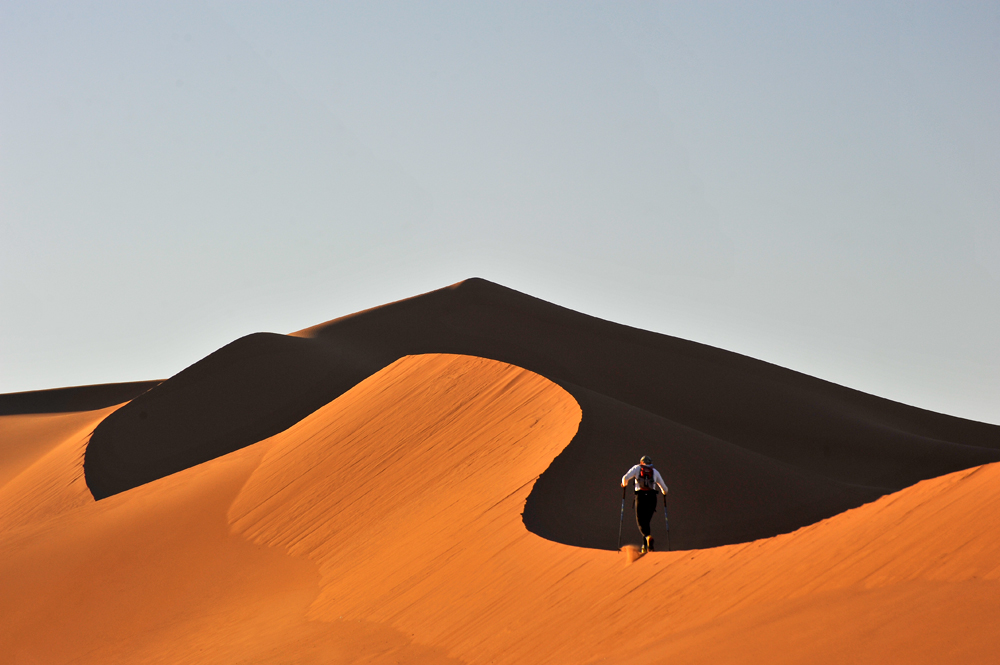
Un corridore estremo mentre corre sulle dune dell'Erg Chegaga, novembre 2018

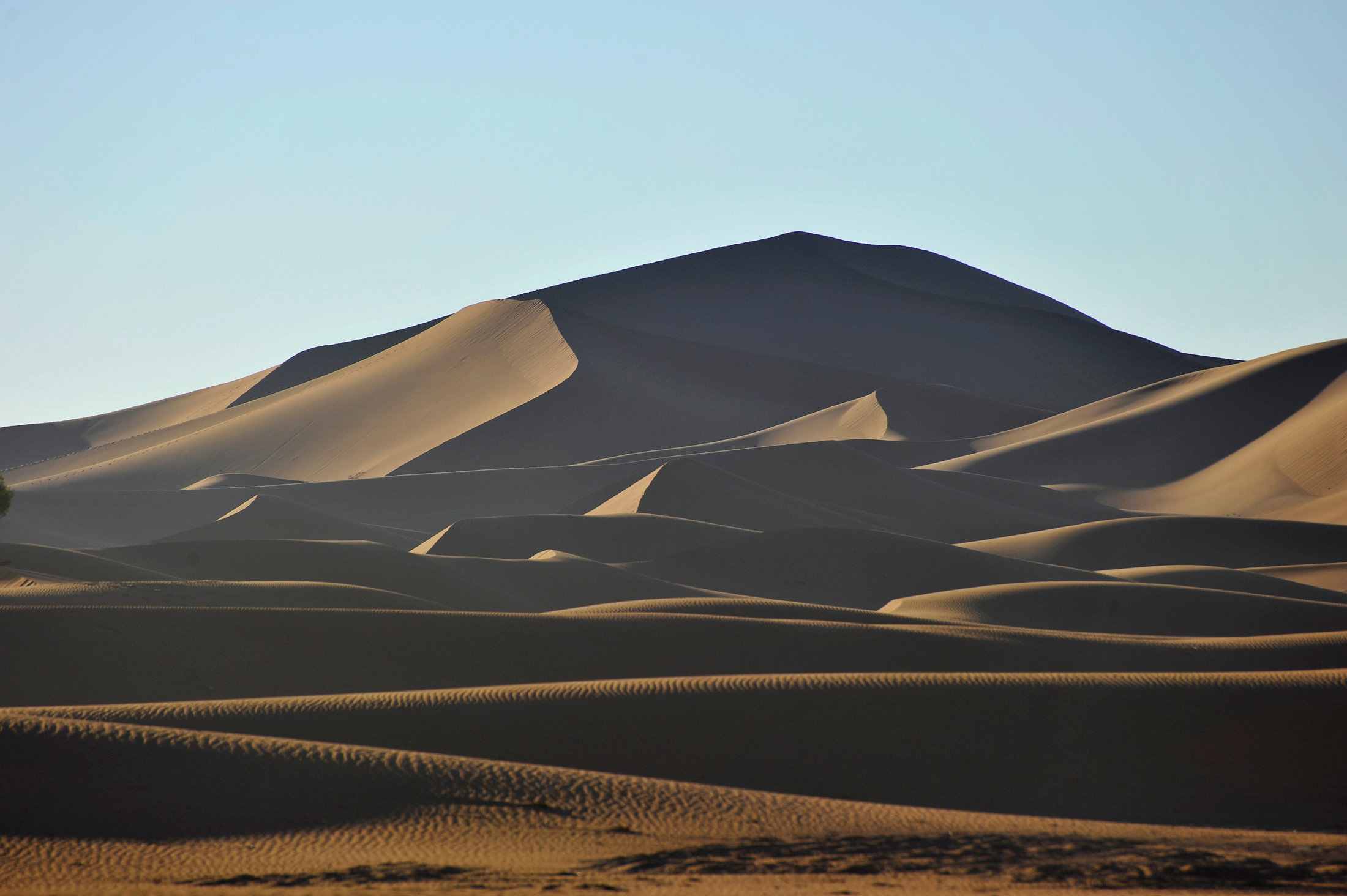
Dune di Erg Chegaga, prime luci, novembre 2018

Erg Chigaga (berbero: ⴻⵔⴳ ⵛⴳⵉⴳⴰ, in arabo عرق شقاق‎? o Edaya el-Hamra, in arabo الضاية الحمراء‎?) è il più grande e ancora incontaminato dei maggiori erg in Marocco, l'altro è l'Erg Chebbi vicino a Merzouga.

## Descrizione
Questo erg costituito da bellissime dune si trova nella zona di Drâa-Tafilalet a circa 45 km a ovest della piccola oasi rurale cittadina di M'Hamid El Ghizlane, a sua volta situata a circa 98 km a sud della città di Zagora. Alcune dune sono alte oltre 50 metri sopra il paesaggio circostante e con una superficie di circa 35 km x 15 km, è l'erg più grande e selvaggio del Marocco.
Il confine nord è rappresentato da Djebel Bani e quello est da M'Hamid Hammada. A sud-est si trova l'Erg Smar adiacente all'Erg Ezzahar. A ovest si trova il lago Iriki, un lago prosciugato che ora è situato nel Parco Nazionale di Iriqui dal 1994.
Poiché è relativamente difficile da raggiungere, Erg Chigaga rimane significativamente meno visitato dell'Erg Chebbi. Per questo motivo Erg Chigaga è considerato più romantico e nel complesso considerato un set amato da puristi e artisti come pittori di paesaggi e fotografi di belle arti.
Partendo dall'oasi di M'Hamid El Ghizlane è possibile raggiungere la zona delle dune, in fuoristrada, a dorso di cammello e in moto fuoristrada percorrendo un'antica carovaniera, tuttavia il percorso di avvicinamento non è scontato e a meno che non si disponga di un sistema di navigazione GPS e relativi waypoint si consiglia di coinvolgere una guida locale.
Nel 2018, il deserto dell'Erg Chigaga è stato il luogo di un record di sport estremi del corridore italiano Stefano Miglietti. A novembre 2018 Miglietti ha attraversato il deserto a piedi, impiegando solo 4 giorni e 10 ore per percorrere un sentiero di circa 500 km. Ha attraversato 4 Erg di dune (Erg Smar, Erg Ezzahar, Erg Chegaga, Erg Lihoudi), 2 Hammada (altopiano roccioso), correndo anche lungo l'essiccato fiume Draa e attraversando anche l'arido Lago Iriki. Il popolo delle tribù ha ricevuto il corridore alla Kasbah di M'Hamid.